# Alkamenes

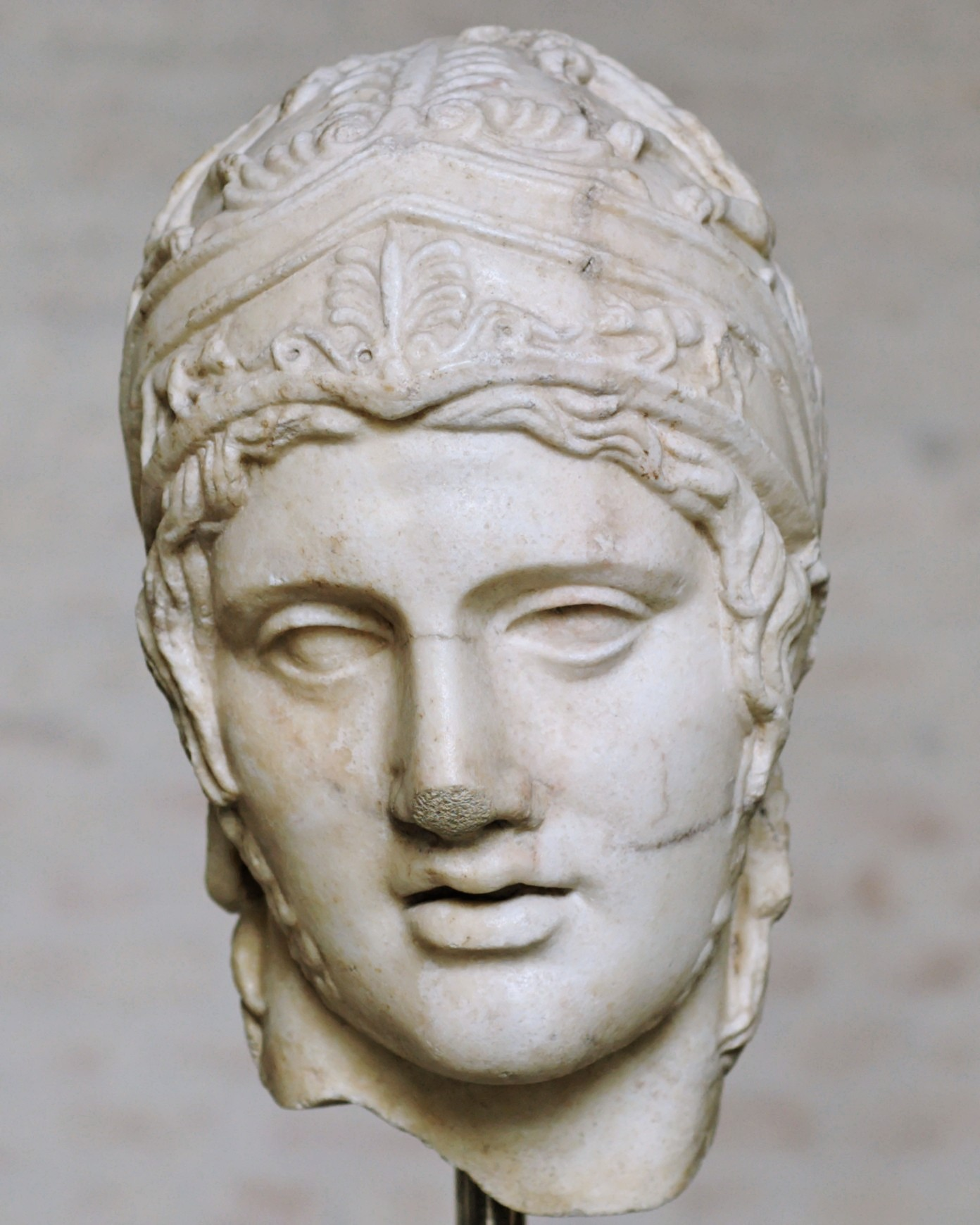
Ares – rzymska kopia posągu ze świątyni Ateny i Aresa

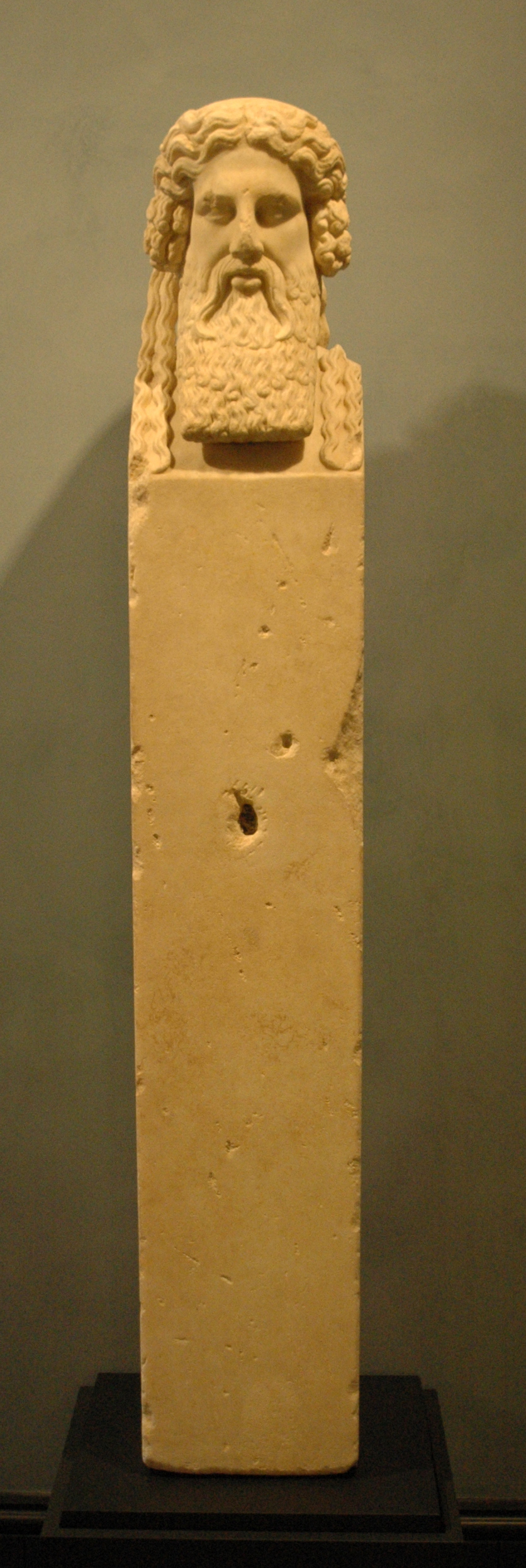
Hermes Propylajos – kopia rzymska

Alkamenes (gr. Ἀλκαμένης) – grecki rzeźbiarz z V w. p.n.e., pochodzący z Aten lub Lemnos, uczeń Fidiasza, działał m.in. w Atenach, Olimpii i Sparcie.

## Życiorys
Informacje w źródłach starożytnych na temat rzeźbiarza są sprzeczne. Podaje się w nich, że działał w różnych okresach w latach 465–403 r. p.n.e., co doprowadziło wręcz do koncepcji istnienia dwóch Alkamenesów – "Starszego" i "Młodszego". Pliniusz uważał Alkamenesa za ucznia, a zarazem za rywala Fidiasza i datuje jego aktywność na poł. V w. p.n.e. (83 Olimpiada). Przytaczał także dwa konkursy, w których miał brać udział: na posąg Afrodyty (rywalem był Agoraktiros z Paros) – wygrany przez artystę, oraz na posąg Ateny (przegrał z Fidiaszem).
Obecnie przyjmuje się, że działalność artysty należy wiązać z Nikiaszem i okresem wojen peloponeskich. Po roku 438 p.n.e., w którym Fidiasz wyjechał do Olimpii, prawdopodobnie przejął palmę pierwszeństwa wśród rzeźbiarzy w Atenach.

## Dzieła
Zachowało się jedno dzieło autorstwa Alkamenesa – posąg Hermesa Propylajosa. Inne znane są tylko z kopii lub opisów pisarzy antycznych.
- Hermes Propylajos datowany jest na ok. 430 r. p.n.e., wykonany był dla Aten. Rzeźba posiadała inskrypcję "Poznaj samego siebie", dlatego przez lata uważano ją za dzieło Sokratesa. Rzeźba w charakterze jest archaizująca i była zapewne kopią hermesów z Delf.
- W tym samym okresie powstał posąg Hekate Epipyrgidy, ustawiony przy schodach wiodących do świątyni Ateny Nike. Rzeźba ta znana jest z pomniejszonej kopii znajdującej się obecnie w Wiedniu. Przedstawiała boginię w postaci potrójnej hermy, z wielkimi pochodniami, w towarzystwie trzech tańczących charyt. Podobnie jak w przypadku Hermesa, także tą poddano celowej archaizacji.
- Między Partenonem a Erechtejonem miała stać grupa Prokne z Itysem. W Muzeum Akropolu w Atenach znajduje się mocno uszkodzona figura matki tulącej do piersi dziecko. Niektórzy badacze dopatrują się w niej tej właśnie grupy.
- Pisarze starożytni za największe dzieło artysty uznają posąg Afrodyty w ogrodach. Według Pliniusza w pracach nad nią brał udział także Fidiasz. Nie udało się dotychczas jednoznacznie powiązać żadnej kopii z tym dziełem.

Po 438 r. p.n.e. Alkamenes w miejsce Fidiasza, zajął się w Atenach tworzeniem posągów kultowych do świątyń.
- W 420 r. p.n.e. w Hefajstejonie ustawiono rzeźby Ateny i Hefajstosa, które w czasach późniejszych doczekały się pokaźnej liczby swobodnych kopii i przetworzeń. Dlatego dokładne odtworzenie tej grupy nie jest możliwe.
- Dla świątyni Dionizosa wykonał chryzelefantynowy posąg boga o wysokości ok. 6 m. Bóg przedstawiony był w postawie siedzącej na tronie, z wieńcem na tronie, tyrsosem w lewej ręce i kantarosem w prawej. Również ta postać była archaizowana.
- Z kolei świątynia Ateny i Aresa na Agorze poszczycić się mogła posągiem boga wojny autorstwa Alkamenesa[3]. Dla stworzenia tego przedstawienia Aresa rzeźbiarz posłużył się kanonem Polikleta. Najbardziej znaną kopią jest posąg Aresa Borghese w zbiorach Luwru. Jednak wśród badaczy istnieją poważne rozbieżności dotyczące autorstwa tej rzeźby.

Inne dzieła, których autorstwo Alkamenesa jest wysoce wątpliwe:
- Enkrinomenos (Zwycięzca w pięcioboju) znany jest tylko z przekazów źródłowych - niektórzy jego kopii dopatrują się w Dyskobolu z Muzeum Watykańskiego.
- Kora Albani – przypisać należy raczej warsztatowi Fidiasza.
- 4 reliefy w dekoracji balustrady Ołtarza Dwunastu Bogów (Orfeusz i Eurydyka, Peliady, Tezeusz z Heraklesem i Pejritosem, Hesperydy opłakujące odejście Heraklesa).

Po roku 421 p.n.e. Alkamenes brał także udział w renowacji świątyń w Olimpii, które ucierpiały na skutek trzęsienia ziemi.